# Megachile cubiceps
Megachile cubiceps là một loài Hymenoptera trong họ Megachilidae. Loài này được Friese mô tả khoa học năm 1906.